# Miami Open 1970 - Singolare
Il singolare del torneo di tennis Miami Open 1970, facente parte della categoria World Championship Tennis, ha avuto come vincitore Ken Rosewall che ha battuto in finale Andrés Gimeno con il punteggio di 3–6, 6–2, 3–6, 7–6, 6–3.

## Tabellone

### Legenda
| - Q = Qualificato - WC = Wild card - LL = Lucky loser | - ALT = Alternate - SE = Special Exempt - PR = Protected Ranking | - w/o = Walkover - r = Ritirato - d = Squalificato |

|  | Quarti di finale | Quarti di finale | Quarti di finale | Quarti di finale | Quarti di finale |  |  | Semifinali    | Semifinali    | Semifinali   | Semifinali   | Semifinali |   |   | Finale        | Finale        | Finale | Finale | Finale | Finale | Finale |  |
|  |                  |                  |                  |                  |                  |  |  |               |               |              |              |            |   |   |               |               |        |        |        |        |        |  |
|  |                  |                  |                  |                  |                  |  |  | Rod Laver     | Rod Laver     | 6            | 9            | 5          |   |   |               |               |        |        |        |        |        |  |
|  | Andrés Gimeno    | Andrés Gimeno    | 3                | 6                | 6                |  |  | Andrés Gimeno | Andrés Gimeno | 4            | 11           | 7          |   |   |               |               |        |        |        |        |        |  |
|  | Tom Okker        | Tom Okker        | 6                | 4                | 0                |  |  |               |               |              |              |            |   |   | Andrés Gimeno | Andrés Gimeno | 6      | 2      | 6      | 6      | 3      |  |
|  | Tony Roche       | Tony Roche       | Tony Roche       | 6                | 6                |  |  |               |               | Ken Rosewall | Ken Rosewall | 3          | 6 | 3 | 7             | 6             |        |        |        |        |        |  |
|  | Fred Stolle      | Fred Stolle      | Fred Stolle      | 4                | 4                |  |  | Tony Roche    | Tony Roche    | 7            | 6            | 2          |   |   |               |               |        |        |        |        |        |  |
|  | Ken Rosewall     | Ken Rosewall     | Ken Rosewall     | 6                | 7                |  |  | Ken Rosewall  | Ken Rosewall  | 9            | 2            | 6          |   |   |               |               |        |        |        |        |        |  |
|  | Ray Moore        | Ray Moore        | Ray Moore        | 1                | 5                |  |  |               |               |              |              |            |   |   |               |               |        |        |        |        |        |  |